# Müslüm Gürses
Müslüm Gürses (* 5. Juli 1953 in Fıstıközü, Provinz Şanlıurfa; † 3. März 2013 in Istanbul; bürgerlich Müslüm Akbaş) war ein türkischer Schauspieler und Sänger.
Seine Lieder werden zur Musikrichtung des Arabeske gezählt, wobei sich jedoch auch zahlreiche türkische klassische und Volkslieder auf seinen Alben finden. Die Texte seiner Musik handeln meist von unerfüllter Liebe und Alltagsproblemen. Er hat eine Reihe von Alben herausgebracht und in mehreren Filmen als Hauptdarsteller mitgewirkt.
In der Türkei galt er als Kultfigur mit einer sehr großen Fangemeinde. Von seinen Anhängern wird er Müslüm Baba (Vater Müslüm) genannt.

## Leben

### Kindheit
Geboren wurde Gürses 1953 in dem Dorf Fıstıközü im Bezirk Halfeti der Provinz Şanlıurfa als erstes Kind des Bauern-Ehepaares Emine und Mehmet Akbaş. Seine beiden Geschwister hießen Ahmet und Zeyno. Aus wirtschaftlichen Gründen zog die Familie nach Adana um. In jungen Jahren verlor Gürses seine Mutter und seinen Bruder. Sein Bruder Ahmet wurde ermordet und der eigene Vater brachte seine Mutter um. Aus diesem Grund sprach er bis zum Tod seines Vaters nicht mehr mit ihm.
Im Jahre 1968 begann Müslüm Gürses in einem Teegarten zu singen. Während seiner Lehre zum Schneider trat er in einem Casino auf, womit seine Gesangskarriere begann.

### Musik und Familie
Müslüm Gürses war kinderlos und war mit der Schauspielerin Muhterem Nur verheiratet. Bis heute ist die Anzahl seiner veröffentlichten Alben unbekannt. Man vermutet, dass es über 100 Alben gibt, wovon etwa 75 durch Plattenfirmen veröffentlicht und die restlichen 25 meist illegal von Schwarzkopierern erstellt wurden. Fast alle seine Lieder behandeln emotionale Themen. Es sind Lieder über Liebe, Einsamkeit etc. Da die meisten Lieder von Müslüm Gürses „besonders traurig“ sind, bilden seine Lieder einen „eigenen“ Bereich in der türkischen Klassik-/Arabesk-Musik.

### Karriere
Ab 1968 wurden seine Kassetten und Platten von den Plattenfirmen Palandöken, Hülya Plak herausgebracht. Nach seinem vorerst letzten Lied Sevda Yüklü Kervanlar kehrte er nach Adana zurück und legte eine Musikpause ein, in der er seine Wehrpflicht absolvierte. Nach Beendigung seines Dienstes nahm er seine Gesangskarriere wieder auf.

### Verkehrsunfall
Auf der Fahrt von Tarsus nach Adana erlitt Müslüm Gürses 1979 einen schweren Verkehrsunfall. Er wurde für tot erklärt und in ein Leichenhaus eingeliefert, wo er sich selbständig befreite. Er hatte schwere Verletzungen an der Stirn und am Kopf erlitten und bekam eine Metallplatte eingesetzt. Er verlor seinen Geruchs- und Geschmackssinn, und auch seine Hörfähigkeit war beeinträchtigt.
Gürses sagte nach dem Unfall: „Der Fahrer starb während des Unfalls und man dachte, auch ich sei tot. Man brachte mich sofort ins Krankenhaus. Ich habe wirklich meinen Tod erlebt … Dass ich überlebt habe, ist meiner Meinung nach allein Gottes Werk. Da mein Stirnbein sehr dünn ist, kann ich selbst durch einen leichten Schlag erblinden oder sogar sterben. In einer Operation hat man mir eine Metallplatte eingesetzt. Durch diesen schrecklichen Unfall habe ich meinen Geruchssinn verloren: Seitdem kann ich nichts mehr riechen, selbst ganz starke Parfüms riechen für mich nur nach Alkohol. Auch mein Gehörsinn ist um 50 % vermindert … Aber das Wichtigste ist, dass ich noch lebe.“

### Tod
Gürses starb am 3. März 2013 nach viermonatiger Behandlung in einem Istanbuler Krankenhaus an Herzversagen. Am 4. März wurde er auf dem Friedhof Zincirlikuyu in Istanbul beigesetzt. An den Trauerfeierlichkeiten und Begräbnis nahmen neben vielen hunderten Menschen auch prominente Künstler und Politiker teil.

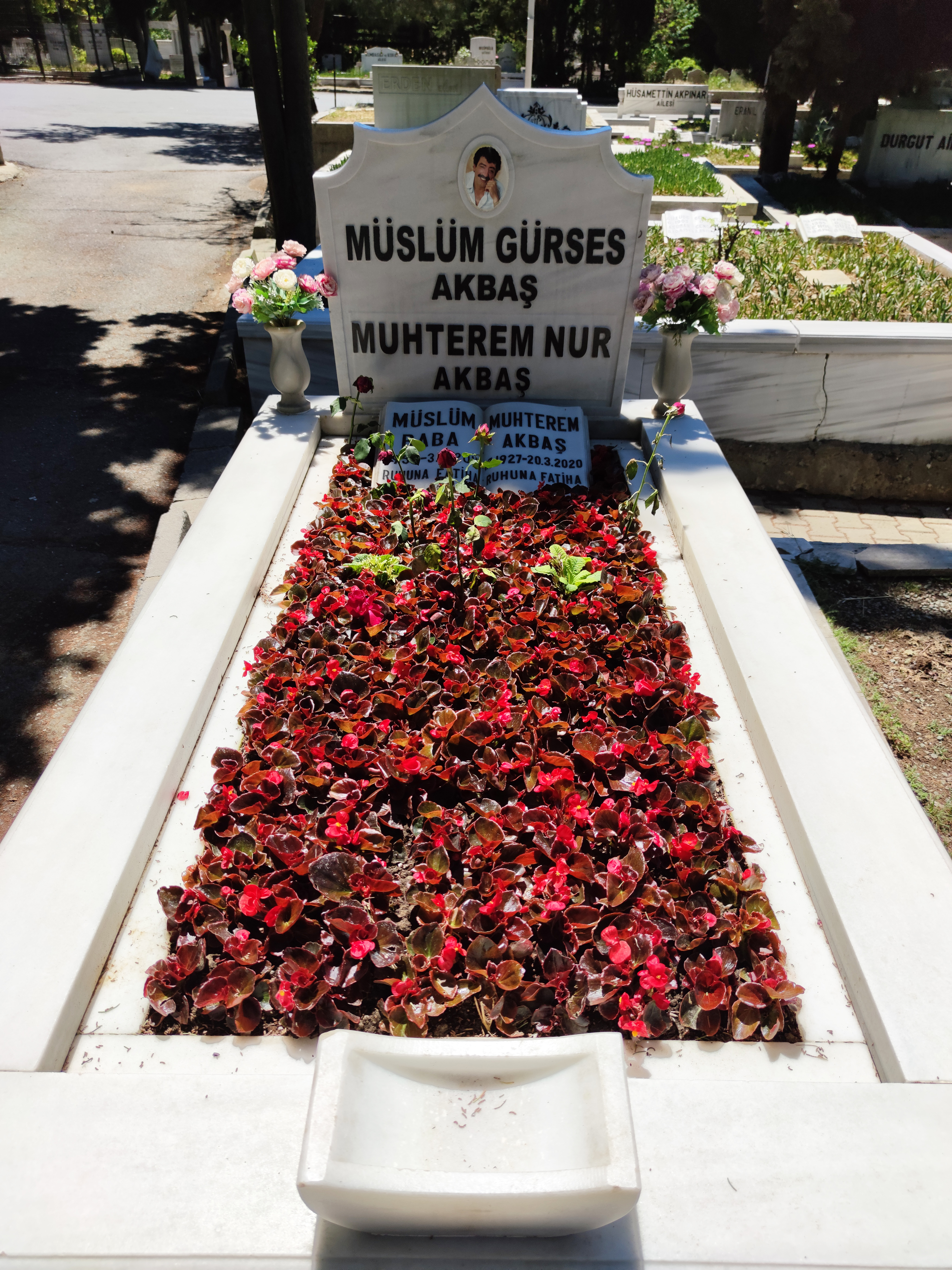
Grab von Müslüm Gürses auf dem Friedhof Zincirlikuyu

Im November 2018 kam eine von den Regisseuren Ketche und Can Ulkay gedrehte Filmbiografie mit dem Titel Müslüm über die tragische Lebensgeschichte von Müslüm Gürses in die Kinos.

## Diskografie

### Alben
| - Unb.: Bizi Kimse Ayıramaz („Niemand kann uns trennen“) - Unb.: Düşenin Dostu Olmaz („Wer fällt, hat keine Freunde“) - Unb.: Gönlünüzdeki Altın Şarkılar („Die goldenen Lieder eurer Herzen“) - Unb.: Sadece („Lediglich, nur“) - Unb.: Gidecek Bir Gün („Er/Sie/Es wird irgendwann gehen“) - Unb.: Hayırsız („Taugenichts“) - Unb.: Mimarın Ustasi („Meisterarchitekt“) - 1976: Öldürdüğün Yetmedi Mi („Reicht es nicht, dass Du getötet hast?“) - 1977: Esrarlı Gözler [Long Play] („Geheimnisvolle Augen“) - 1978: İsyankâr („Klagend“) - 1979: Dünya Ne Hale Gelmiş („Was ist aus der Welt geworden“) - 1980: Bağrıyanık - 1980: Umutsuz Hayat („Hoffnungsloses Leben“) - 1981: Mutlu ol Yeter („Es reicht, wenn Du glücklich bist“) - 1981: Esrarli Gözler („Geheimnisvolle Augen“) - 1982: Tanrı Istemezse („Wenn Gott nicht will“) - 1982: Müzik Ziyafeti („Musikfest“) - 1982: İşte Arabesk [Long Play] („Das ist Arabesk“) - 1982: Altın Şarkılarım („Meine goldenen Lieder“) - 1983: Anlatamadım („Ich habe es nicht erklären können“) - 1983: Dertliler Meyhanesi („Kneipe der Traurigen“) - 1984: Yaranamadım („Ich konnte mich nicht“) - 1985: Güldür Yüzümü („Lass mich lachen“) - 1986: Yıkıla Yıkıla („Immer mehr zusammenbrechend“) - 1986: Sevda Yolu („Weg der Liebe“) - 1986: Gitme („Geh nicht“) - 1986: Küskünüm („bin verstritten mit mir“) - 1987: Talihsizler („Die Unglücklichen“) - 1987: Nostalji („Nostalgie“) - 1988: Vefasız Alem („Untreues Dimension“) - 1988: Aldatılanlar („Die Betrogenen“) - 1988: Maziden Bir Demet („Ein Blumenstrauß aus der Vergangenheit“) - 1988: Dertler Insani („Mensch des Kummers“) - 1989: Bir Firtina Kopacak („Es wird ein Sturm aufkommen“) - 1989: Bir Kadeh Daha Ver („Gib mir noch ein Glas“) - 1989: Arabeskin Devleri („Giganten der Arabeske“) – mit Mine Koşan - 1989: Mahsun Kul („unschuldiger erschaffener Mensch“) - 1990: Arkadaş Kurbanıyım, Benim Kaderim („Ich bin ein Opfer von Freundschaft, das ist mein Schicksal“) - 1990: Güle Güle Git („Lebewohl“) | - 1990: Meyhaneci – Kırık Sazım („Gastwirt – Meine kaputte Saz“) - 1991: Arkadaşım („Mein Freund“) - 1991: Bir de Benden Dinleyin („Hört es auch mal von mir“) - 1991: Bir Bilebilsen – Zalim („Wenn du wüsstest – Grausam“) - 1991: Herşey Yalan („Alles Lüge“) - 1992: Bekle Sevgilim – Nerelerdesin („Warte Geliebte – Wo bist du“) - 1992: Müslümce - 1993: Kısmetım Kapanmış („Mein Schicksal scheint dunkel geworden zu sein“) - 1993: Ah Gülüm („Oh meine Rose“) - 1993: Dağlarda Kar Olsaydım („Wär ich doch Schnee auf den Bergen“) - 1994: Senden Vazgeçmem („Ich gebe dich nicht auf“) - 1995: Bir Avuç Gözyaşı („Eine handvoll Tränen“) - 1995: Tövbe Etmek – Bir Avuç Gözyaşı - 1995: Benim Meselem („Meine Angelegenheit“) - 1996: Zincirli Kuyu (Geketteter Tunnel) - 1996: Topraktan Bedene („Von Erde zum Leib“) - 1997: Usta – Ne Yazar („Meister – Was kostet die Zeche?“) - 1997: Nerelerdesin („Wo bist du“) - 1997: Sultanım („Mein Sultan (oder: Mein Liebling)“) - 1999: Garipler („Die Seltsamen“) - 1999: Vay Canım Vay („Oha!“) - 2000: Zavallım („Mein armer Schatz“) - 2000: Biz Babadan Böyle Gördük („Wir haben es so vom Vater gelernt“) - 2001: Dünya Yalan („Die Welt ist verlogen“) - 2001: Yanlış Yaptın („Du hast es falsch gemacht“) - 2001: Müslümce Türküleri (Müslüm art gesänge) - 2002: Paramparça („In tausend Teile zersprungen“) - 2002: Açık Hava Konserleri 1 („Freiluft-Konzerte 1“) - 2002: Açık Hava Konserleri 2 („Freiluft-Konzerte 2“) - 2002: Açık Hava Konserleri 3 („Freiluft-Konzerte 3“) - 2003: İkimizin Yerine („Anstelle uns beiden“) - 2003: Yanarım („Ansonsten brenne ich“) - 2004: Uyanma Zamani – Kıyak Bitti („Zeit des Erwachsens – Ende des Entgegenkommens“) - 2005: Bakma („Schau nicht“) - 2005: Ayrılık Acı Bir Şey („Die Trennung ist etwas Bitteres“) - 2006: Aşk Tesadüfleri Sever („Die Liebe liebt Zufälle“) - 2006: Gönül Teknem [Sen Olmayınca] („Mein Herzens-Boot (wenn du nicht (da) bist)“) - 2008: Sandık („Truhe“) - 2010: Yalan Dünya („Falsche Welt“) - 2013: Elveda („Leb wohl“) – posthumes Album |

### Kollaborationen
- 1996: Yine Düştün Aklıma Yar / Yaban Eller (mit Azer Bülbül)

### EPs
- 1980: İçiyorsam Sebebi Var
- 1991: İstekleriniz
- 1996: Arabesk Şiirlerim
- 2004: Baba'dan Kalan Şarkılar

### Singles (Auswahl)
- 1986: Seni Yazdım
- 1986: Unutamadım (Kaç Kadeh Kırıldı)
- 1994: Hangimiz Sevmedik
- 2004: Sensiz Olmaz
- 2006: Affet
- 2006: Nilüfer
- 2009: Tutamıyorum Zamanı
- 2010: Sigara

## Filmografie
| - 1975: Sevgi Kuşu („Liebes Vogel“) - 1975: Mikail sen bunu geç („Mikail, du bist zu spät dran“) - 1976: Kader Rüzgarı („Schicksalswind“) - 1979: İsyankâr („Rebellisch“) - 1980: Bağrı Yanık - 1980: Kul Sevdası - 1980: Hasret („Sehnsucht“) - 1980: Zeytin Gözlüm („Olive“) - 1981: Mutlu ol Yeter („Sei einfach Glücklich“) - 1981: İtirazım Var („Ich habe eine Berufung“) - 1983: Anlatamadım („Ich konnte es nicht erklären“) - 1984: Ağlattı Kader - 1984: Sev Yeter („Liebe. Das reicht“) - 1984: Bir Yıldız Doğuyor („Ein Stern wird geboren“) - 1984: Çare Sende Allah’ım - 1984: Garibanlar - 1985: Güldür Yüzümü („Bringe mich zum Lachen“) - 1985: Mahkum („Sträfling“) - 1985: İkizler („Die Zwillinge“) - 1985: Kul Kuldan Beter - 1985: Yaranamadım | - 1986: Seher Vakti - 1986: Kısmetin En Güzeli - 1986: Çığlık („Schrei“) - 1986: Töre („Brauch“) - 1986: Küskünüm („Ich bin beleidigt“) - 1986: Beleşçiler („Schnorrer“) - 1986: Acı Yıllar („Schmerzhafte Jahre“) - 1986: Yıkıla Yıkıla - 1987: Oğlum („Mein Sohn“) - 1987: Talihsizler - 1988: Yalnızlık Korkusu/Sarhoş („Angst vor Einsamkeit/Betrunken“) - 1988: Sevmemeli - 1990: Dertler İnsanı („Leute von Schwierigkeiten“) - 1990: Dünya Boştur („Die Welt ist leer“) - 2000: Bir Akıllı Bir Deli („Ein dummer, ein kluger“) - 2002: Muhabbet Kuşları - 2002: Ömerçip - 2005: Balans ve Manevra („Balance und Manöver“) - 2007: Amerikaner am schwarzen Meer (Amerikalılar Karadeniz’de 2) - 2008: Esrarlı Gözler („Verrückte Augen“) |